# ملیسا مهربان
ملیسا مهربان (زاده ۴ دی ۱۳۶۵) بازیگر ایرانی زاده دانمارک است. وی دانش‌آموخته رشته هنرهای نمایشی از دانشگاه کپنهاگ دانمارک است. فیلم سینمایی «شکار روباه» نخستین تجربهٔ بازیگری او در سینمای ایران است. ملیسا مهربان جایزهٔ بهترین بازیگر زن از دوازدهمین جشنوارهٔ فیلم‌های پلیسی مسکو و جایزه جشنواره امی از کشور آمریکا برای بازی در سریال «محافظ» را در کارنامه دارد. وی در سال ۱۳۹۵ از ایران برای همیشه به ترکیه مهاجرت کرد و در شبکه تلویزیونی جم مشغول به کار شد. بازی در «ماگنولیا» را می‌توان نخستین حضور او در مقابل دوربین خارج از کشور محسوب کرد. همچنین او در «سیندخت» هم بازی می‌کند.

## فیلم‌شناسی

### سینما
- شکار روباه ۱۳۸۷
- آدم باش ۱۳۹۴

### مجموعه‌های تلویزیونی
1. شهرقشنگ محصول جم تی‌وی(۱۳۹۵)[نیازمند منبع]